# 賈斯汀·提普里奇
賈斯汀·提普里奇（英語：Justin Tipuric；1989年8月6日—）是一位威爾斯橄欖球運動員。他是威爾斯國家橄欖球隊的一員，代表威爾斯參加了2015年世界盃橄欖球賽。